# BABジャパン
BABジャパン（ビーエービージャパン）は、日本の出版社である。
専門雑誌6誌と、それに関連する書籍やDVD、ビデオを制作販売している。所在地は東京都渋谷区笹塚1の30の11。

## 発行雑誌
- 「月刊秘伝」（日本武道専門誌）
- 「CUE’S」（ビリヤード専門誌）
- 「セラピスト」
- 「セラピストBeauty」
- 「BUGEI」（武芸専門誌）
- 「気の森」（精神世界・ヒーリング専門誌）

## 書籍
- 「富木謙治の合気道」（佐藤忠之）
- 「組手再入門」（天野敏）
- 「ビリヤードスタンダードブック」（ロバート・バーン）
- 「ザ・ビリヤード」（人見謙剛）
- 「私だけのセラピストがみつかる本」（編集部編）
- 「詳解太極拳推手訓練秘訣」
- 「レイキ完全本」（ブリギッテ・ミラー）

など多数。このほか、DVDやビデオを多数制作している。